# Sauytbek Turysbekow

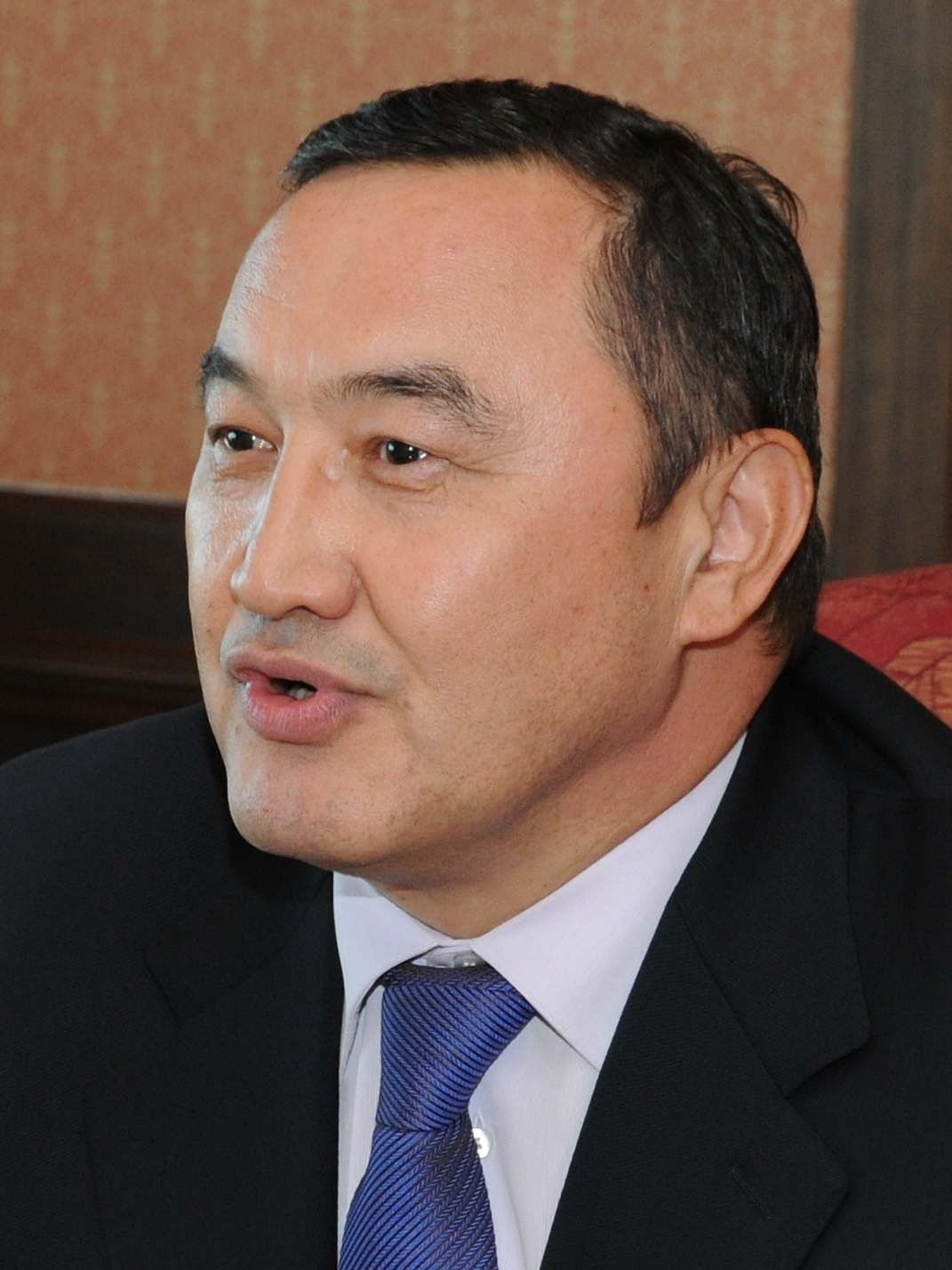
Turysbekow, 2010

Sauytbek Qausbekuly Turysbekow (kasachisch Зауытбек Қаусбекұлы Тұрысбеков, russisch Заутбек Каусбекович Турисбеков/Sautbek Kausbekowitsch Turisbekow; *  15. Dezember 1951 in Sastobe, Südkasachstan) ist ein kasachischer Diplomat, der von 2012 bis 2015 Botschafter Kasachstans in der Ukraine und Moldawien war. Zwischen 2003 und 2005 war er bereits Innenminister Kasachstans, von 2007 bis 2009 Botschafter Kasachstans in Usbekistan und bis 2012 Botschafter in Russland.

## Leben
Turysbekow wurde am 15. Dezember 1951 im Dorf Sastobe in Südkasachstan in der Kasachischen Sozialistischen Sowjetrepublik geboren. Im Jahr 1973 absolvierte er das Kasachische Institut für chemische Technologie. Anschließend war er für Komsomol, die Jugendorganisation der KPdSU, und verschiedene Partei- und Regierungsorgane in Südkasachstan tätig. Von Juli bis Dezember 1993 war er Abgeordneter im Obersten Rat der Republik Kasachstan. Von Dezember 1993 bis Dezember 1997 war er Äkim (Gouverneur) von Südkasachstan. Im Dezember 1997 wurde er zum Vorsitzenden der Agentur für Migration und Demografie der Republik Kasachstan. Von Januar 1999 bis August 2000 war er stellvertretender Leiter der Präsidialverwaltung.
Am 12. September 2003 wurde er vom kasachischen Präsidenten Nursultan Nasarbajew zum Innenminister ernannt. Diesen Posten bekleidete er bis zum auf 14. Oktober 2005, als er von Bauyrschan Muchametschanow als Innenminister abgelöst wurde. Daraufhin wurde er noch einmal Vorsitzender der Agentur für Bevölkerungsschutz.
Vom 13. November 2007 bis zum 14. August 2009 war er außerordentlicher und bevollmächtigter Botschafter von Kasachstan im Nachbarland Usbekistan. Vom 14. August 2009 bis zum 25. April 2012 war Turysbekow Botschafter Kasachstans in Russland. Von April 2012 bis Dezember 2015 war er Botschafter Kasachstans in der Ukraine sowie ab Dezember 2012 zusätzlich in der Republik Moldau.
Er ist Mitglied der Partei Amanat.

## Familie
Sauytbek Turysbekow ist verheiratet und hat drei Kinder, zwei Söhne und eine Tochter.